# Gunter Verjans
Gunter Verjans (Tongres, 6 ottobre 1973) è un ex calciatore belga di ruolo centrocampista.

## Palmarès
- Tweede Klasse: 1

Sint-Truiden: 1993-1994
- Campionato belga: 2

Club Bruges: 1995-1996, 1997-1998
- Coppa del Belgio: 1

Club Bruges: 1995-1996
- Supercoppa del Belgio: 2

Club Bruges: 1996, 1998